# Perfect Strangers (álbum)

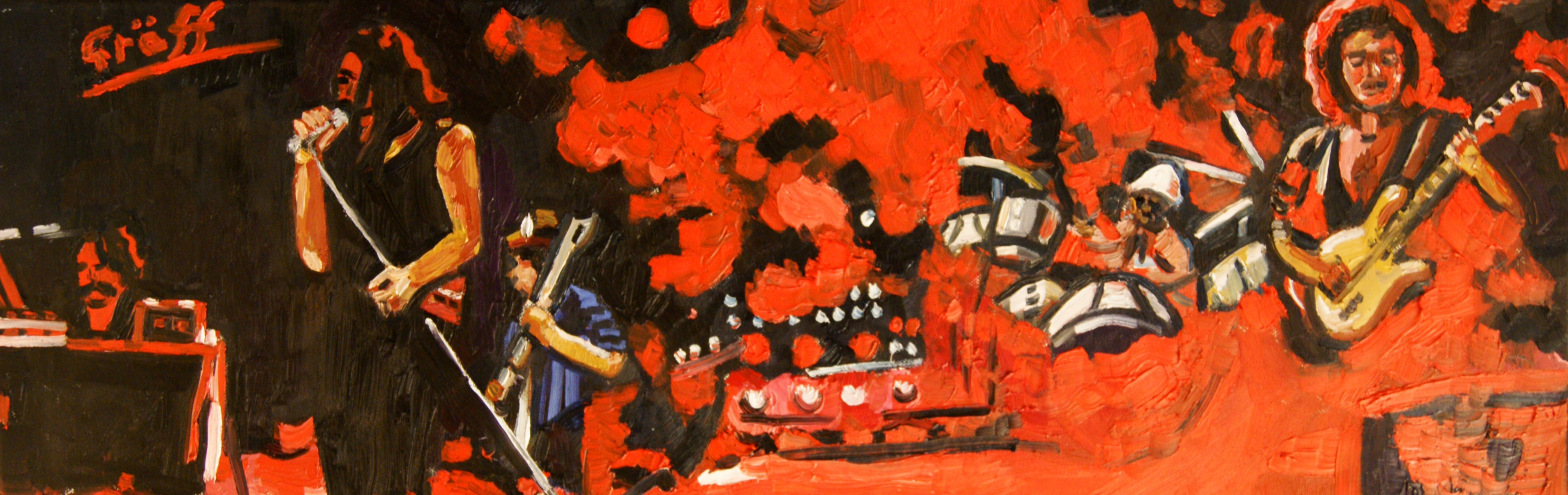
"Deep Purple, Perfect Strangers Reunion 27. 11. 1984, Perth", por Matthias Laurenz Gräff

Perfect Strangers —en español: Perfectos extraños— es el undécimo álbum de estudio de la banda británica de hard rock Deep Purple, publicado el 29 de octubre de 1984. Es el primer álbum del grupo después de su separación en 1976 y el quinto de la formación clásica (Gillan, Blackmore, Paice, Lord y Glover) desde Who Do We Think We Are en 1973.
Las versiones en LP y Casete presentan 8 temas mientras el CD del disco contiene la canción extra "Not Responsible". Perfect Strangers fue remasterizado y reeditado el 22 de junio de 1999 esta vez con los 9 temas y además con otra canción extra, "Son of Alerik", que había sido publicada anteriormente como cara-B del sencillo "Perfect Strangers".
El disco alcanzó el 5º puesto en Gran Bretaña y el 17º en el Billboard 200 de los Estados Unidos. "Knocking at Your Back Door" ha sido la canción con más cambios tonales que ha sufrido cuando se ha tocado en vivo. "Perfect Strangers", "Knocking at Your Back Door", "Under the Gun" y "Nobody's Home" fueron editadas en videoclips para apoyar la promoción del álbum.

## Lista de canciones
- Todas las canciones escritas por Ritchie Blackmore, Ian Gillan y Roger Glover excepto donde se indique:

| Cara A |                                                                  |          |  |
| N.º    | Título                                                           | Duración |  |
| 1.     | «Knocking at Your Back Door»                                     | 7:09     |  |
| 2.     | «Under the Gun»                                                  | 4:40     |  |
| 3.     | «Nobody's Home» (Blackmore, Gillan, Glover, Jon Lord, Ian Paice) | 4:01     |  |
| 4.     | «Mean Streak»                                                    | 4:26     |  |

| Cara B |                     |          |  |
| N.º    | Título              | Duración |  |
| 5.     | «Perfect Strangers» | 5:31     |  |
| 6.     | «A Gypsy's Kiss»    | 4:14     |  |
| 7.     | «Wasted Sunsets»    | 3:58     |  |
| 8.     | «Hungry Daze»       | 5:01     |  |

| Pista extra de lanzamiento de casete y CD |                   |          |  |
| N.º                                       | Título            | Duración |  |
| 9.                                        | «Not Responsible» | 4:53     |  |

| Pista extra del CD de 1999 |                             |          |  |
| N.º                        | Título                      | Duración |  |
| 10.                        | «Son of Alerik» (Blackmore) | 10:01    |  |

## Personal
- Ritchie Blackmore - guitarra
- Ian Gillan - voz
- Roger Glover - bajo, sintetizador
- Jon Lord - órgano, teclados
- Ian Paice - batería